# Barbara Weistroffer
Barbara Weistroffer (Briey, 18 maggio 1969) è un'ex cestista francese.

## Carriera
Con la Francia ha disputato i Campionati europei del 1993.